# 로자바 분쟁
로자바 분쟁(영어: Rojava conflict) 또는 로자바 혁명(영어: Rojava Revolution)은 시리아 북부 지역에서 현재 진행 중인 군사적 충돌이다. 시리아 북부 지역은 쿠르드 민족주의자들에게는 서부 쿠르디스탄 또는 로자바라고 불린다. 2011년 시작된 시리아 내전 동안, 민주연합당과 기타 쿠르드, 아랍, 아시리아, 투르크멘 계통의 정치 집단들이 이끄는 정치 연합체는 그들이 통제하고 있던 사실상의 자치 구역을 위한 새 헌법을 제정하고자 하였으며, 이들의 군사조직과 관련된 민병대들은 이 지역에 대한 통제권을 유지하기 위한 전투를 벌였다. 이러한 노력은 2016년 북시리아 민주 연방의 수립으로 이어졌고, 이는 2018년에는 북동 시리아 자치 행정부로 개칭되었다. 북동 시리아 자치 행정부(NES)의 지지자들은 일련의 사건들이 사회혁명의 일부라고 명시하였는데, 이 사회혁명은 첫째로 전장과 새롭게 형성된 정치 제도 내에서 여성에 의해 수행되는 주요한 역할, 둘째로 분권화, 성평등, 반-직접 민주주의를 통한 지방자치에 대한 필요성을 강조하는 자유지상주의적 사회주의의 한 형태인 민주연방제의 이행을 포함한다.

## 배경

### 국가적 차별
쿠르드인 및 기타 소수민족에 대한 탄압은 사이크스-피코 협정 이후 프랑스 위임통치령 시리아 수립 이래로 계속되고 있다. 시리아 정부는 쿠르드인의 존재를 공식적으로 인정한 적이 없었고, 1962년에는 12만명의 시리아 거주 쿠르드인들이 시민권을 박탈당하고 무국적 상태가 되었다.
쿠르드어와 쿠르드 문화 또한 억압되었다. 2011년 모든 쿠르드인들에게 시민권을 부여함으로서 이러한 문제를 해결하기 위한 시리아 정부의 기획이 있었지만, 15만 명의 무국적 쿠르드인 가운데 약 6천 명에게만 국적이 주어졌고 쿠르드어 교육을 금지하는 것을 포함한 대부분의 차별적 법규는 여전히 유효하다. 현재로서는, 2011년 발발한 시리아 내전으로 인해 정부가 이러한 법규를 집행할 수 없는 상황이다.

### 카미실리 봉기
2004년에는 시리아 북동부에 위치한 카미실리에서 반정부 소요가 일어났다. 쿠르드인으로 구성된 홈 팀과 데이르에조르 소속의 아랍계 원정팀 사이의 축구경기 동안에 일부 아랍계 팬들이 1980년대 알 안팔 전역 동안에 쿠르디스탄 남부지역에서 수만 명의 쿠르드인을 학살했던 사담 후세인의 초상을 보란 듯이 흔들었다. 긴장상태는 빠르게 공개적인 시위로 확대되었며 쿠르드인들은 그들의 문화적, 정치적 권리를 요구하기 위해 깃발을 올리고 거리로 나왔다. 방위군은 시위대를 향해 발포하였고 세 명의 아동을 포함하여 여섯 명의 쿠르드인을 사살했다. 이후 시위대는 바트당의 지구당 사무실을 불태웠다. 시위가 진압될 때까지 최소 30명에서 100명 사이의 쿠르드인이 정부에 의해 사살되었다. 수천 명의 쿠르드인들이 이후 이라크로 도피하였으며 이라크에는 난민캠프가 세워졌다. 이후 몇 년에 걸쳐 쿠르드인 시위대와 정부군 사이의 충돌이 때때로 일어났다.

## 로자바 자치 정부에 이르는 과정

### 시리아 내전
2011년 아랍의 봄 운동이 시리아로 번졌다. 튀니지 혁명에 대한 반향으로 시리아 시민 핫산 알리 아클레는 시리아 북부에 위치한 도시 하사카에서 자신의 몸에 휘발유를 붇고 분신하였다. 이 사건에 고무된 활동가들은 “분노의 날” 시위를 조직하였으나 시리아 정부의 탄압에 대한 두려움 때문에 참가자 수는 많지 않았다. 그러나 며칠 후 경찰이 한 상점 주인을 폭행하였고 이에 대응하여 시위가 다시 벌어졌다.
소규모의 시위가 계속되었고 2011년 3월 7일에는 열세 명의 정치범이 단식투쟁을 시작했으며 아사드 정권 퇴진운동으로 확대되는 계기가 되었다. 삼일 후 수십 명의 시리아 쿠르드인들이 이에 연대하여 단식투쟁을 시작했다. 3월 12일 대규모 집회가 카미실리와 하사카에서 아사드 정권 퇴진과 '쿠르드 순교자의 날' 기념을 위해 열렸다.

### 쿠르드 정당들 사이의 협상
시리아 내 12개 쿠르드 정당의 연합체인 ‘쿠르드 정당 국민행동’은 “터키 정부의 입장이 쿠르드인들의 열망에 배치되므로, 튀르키예에서 개최되는 그와 같은 어떤 회담도 시리아 내의 쿠르드인들의 이익을 해칠 뿐이다.” 라고 밝히며 2011년 5월 31일 터키 안탈리아에서 소집된 시리아 야당 수뇌부 회의를 보이콧하였다.
터키 이스탄불에서 소집된 또다른 야당 수뇌부 회의는 시리아 국민평의회의 수립으로 이어졌는데 '쿠르드 정당 국민행동' 소속으로는 단 두 개 정당만이 이에 참여하였다.
시리아인들의 봉기의 일환으로서 쿠르드인 거주 지역에서의 반정부시위가 2011년 3월 이래로 계속되는 와중에 2012년 6월 11일 쿠르드 민주동맹당(PYD)과 쿠르드 국민회의(KNC)가 7개조 합의에 서명하였지만 이후 두 그룹 사이의 의견 차이가 좁혀지지 않아 이 합의는 이행되지 못하였다. 이후 두 정당은 이라크의 쿠르드 자치구 행정수반인 마수드 바르자니의 주선 하에 합의에 이르러 같은 해 7월 12일 아르빌에서 시리아 내의 모든 쿠르드인 거주지역에 대한 통치기구로서 쿠르드인 최고위원회를 구성하였다.

### 인민수호부대의 영토 주장
인민수호부대는 2012년 7월 19일 코바니를 점령하였고 다음 날인 20일 아무다와 아프린을 점령하였다. 시리아 정부군이 다른 지역의 전투를 수행하기 위해 철수하였기 때문에 위의 도시들은 별다른 군사적 충돌 없이 함락되었다. 이후 쿠르드 국민회의(KNC)와 쿠르드 민주동맹당(PYD)은 점령한 도시를 관리하기 위한 공동 지도위원회를 구성하였다.
인민수호부대는 계속 전진하여 같은 해 7월 21일 터키 국경으로부터 10km 거리에 위치한 알말리키야를 점령하였다. 인민수호부대는 쿠르드계가 다수를 점하고 있는 도시들 가운데 최대 규모인 카미실리 또한 점령하려고 하였다.같은 날 시리아 정부군이 인민수비대 정찰대를 공격하여 한 명에게 부상을 입혔다. 다음 날 인민수호부대가 알말리키야를 점령하기 위해 여전히 전투중이며, 정부군이 시위대를 향해 발포하여 쿠르드인 청년 활동가 한 명이 사망하였다는 보도가 나왔다. 인민수호부대는 라스알아인과 알다르바시야 마을의 정부군에게 최후통첩을 하였고 정부군 수비대와 정치단위가 철수한 후 두 마을을 점령하였다. 같은 날 카미실리에서 인민수비대와 정부군 사이에 충돌이 있었고 그 결과 한 명의 쿠르드 전투원이 사망, 두 명의 쿠르드 전투원과 한 명의 정부군 관료가 부상당했다.
별다른 어려움 없이 인민수호부대가 마을들을 점령하고 또 정부군이 철수할 수 있었던 것은 정부군이 다른 지역에서의 전투를 위한 목적으로 병력을 이동시키기 위해 쿠르드 측과 맺은 합의가 있었기 때문이라고 발표되었다. 7월 24일 쿠르드 민주동맹당은 터키 국경과 알말리키야 사이에 있는 16,000명 인구의 쿠르드인 도시 알마바다에서 정부군이 철수했다고 발표했다. 그 후 인민수호부대는 해당 지역의 모든 행정기관을 접수했다.

## 같이 보기
- 아프린 주
- 코바니 주
- 자지라 주
- 시리아 민주군